# Karin Molander

Karin Molander (ca. 1907)

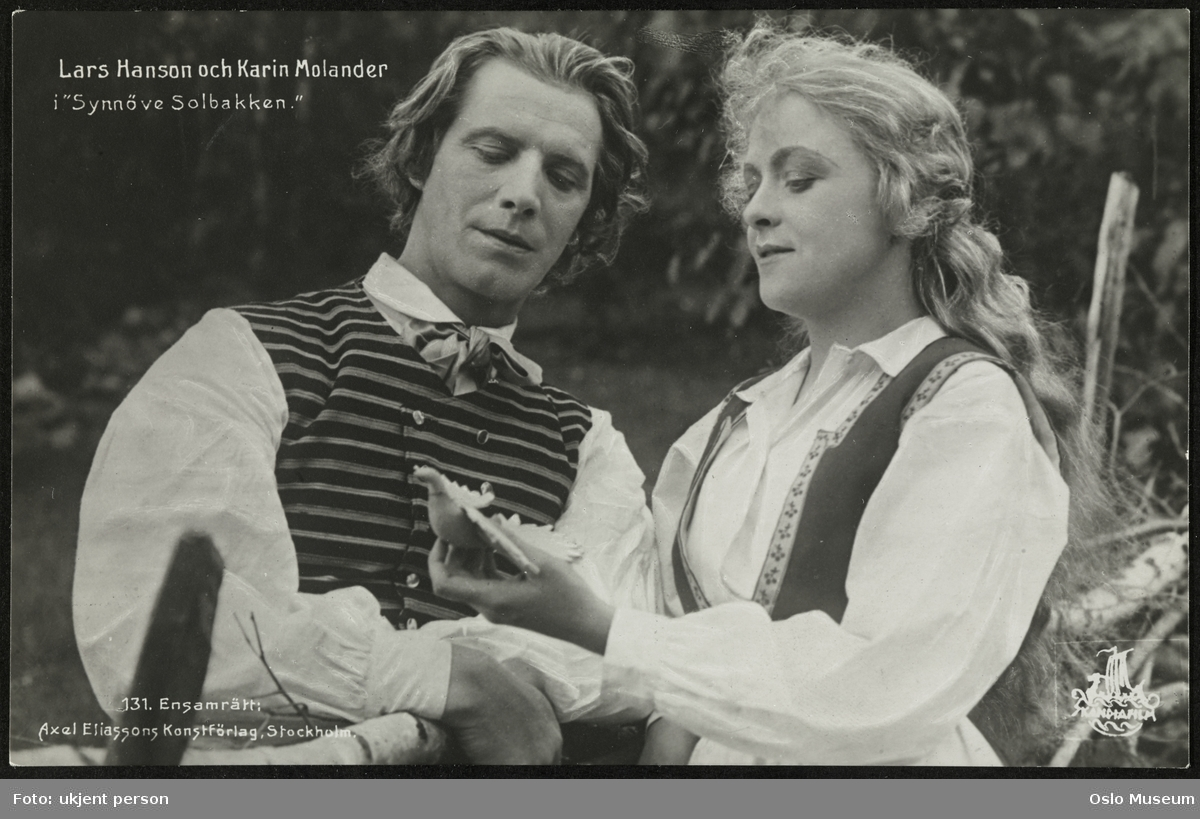
Molander mit Lars Hanson im Film Das Mädchen von Solbakken (1919)

Katarina Margareta Elisabet(h) „Karin“ Molander, geborene Edwertz, (* 20. Mai 1889 in Vårdinge; † 3. September 1978 in Täby) war eine schwedische Schauspielerin.

## Biographie
Karin Edwertz war die Tochter von Alma Josefina Almqvist und des Kaufmanns Nils Edvard Edwertz. Sie erhielt privaten Unterricht bei der populären Schauspielerin Julia Håkansson, die am  Königlichen Dramatischen Theater („Dramaten“) in Stockholm tätig war. Mit 18 Jahren bekam sie ihre ersten Rollen und entwickelte sich zu einer Darstellerin, deren Stil den damaligen Vorstellungen von der modernen, emanzipierten Frau entsprach.
Ab Herbst 1909 spielte Edwertz einige Jahre lang am Theater in Helsinki. Dort heiratete sie den Regisseur Gustaf Molander (1888–1973); gemeinsamer Sohn war der spätere Filmproduzent Harald Molander (1909–1994). Nachdem das Paar nach Schweden zurückgekehrt war, arbeitete Karin Molander von 1911 bis 1920 am neuen Intima teatern (später Komediteatern genannt), das nach Ansicht der Literaturkritikerin Ulla-Britta Lagerroth Worten von „großer Bedeutung für die Entwicklung der schwedischen Schauspielkunst“ war. Von 1920 bis 1922 spielte sie am Lorensbergsteatern in Göteborg und war von 1922 bis 1925 und erneut von 1931 bis 1937 am Dramaten tätig.
Von 1914 bis 1920 wirkte Karin Molander in 20 Stummfilmen mit. Sie gab ihr Debüt in Victor Sjöströms Halvblod und spielte anschließend die Hauptrollen in mehreren Filmen von Mauritz Stiller, darunter 1920 Fiskebyn mit einem Originaldrehbuch von Bertil Malmberg, dem ersten abendfüllenden Film, der von einem anerkannten Autor speziell für die Leinwand geschrieben wurde. Auch spielte sie 1917 die Hauptrolle in Sjöströms Das Mädchen vom Moorhof nach einer Novelle von Selma Lagerlöf, in Rune Carlstens Bomben (1920) und in Das Mädchen von Solbakken (1919) von John Wilhelm Brunius. Für einige dieser Filme schrieb ihr Mann Gustaf Molander die Drehbücher.
Karin Molander spielte an der Seite vieler schwedischer Stars der damaligen Zeit, darunter Anders de Wahl, Tora Teje, Richard Lund und Gösta Ekman sowie Lars Hanson, den sie 1922 nach ihrer Scheidung von Molander heiratete. Molander und Hanson galten damals als Idole. Die Eheleute traten gemeinsam in König Lear auf, Hanson als Lear, Molander als dessen Tochter Cordelia. Als Hanson in den späten 1920er Jahren nach Hollywood ging, begleitete ihn seine Frau, trat dort aber nie selbst auf. Nach ihrer Rückkehr nach Schweden arbeitete sie wieder am Theater. 1934 erhielt sie die königliche Auszeichnung Litteris et Artibus. Gegen Ende der 1930er Jahre beendete sie ihre berufliche Laufbahn. 1954 kehrte sie kurz zurück, um ihre letzte Filmrolle zu spielen, eine kleine Rolle in Hasse Ekmans Film Gabrielle. Mit Hanson war sie bis zu dessen Tod im Jahr 1965 verheiratet. Ihren Lebensabend verbrachte sie in Täby, im Höstsol, einer Stiftung für pensionierte Schauspieler. Sie starb dort 1978 im Alter von 89 Jahren und wurde im Familiengrab auf dem Norra begravningsplatsen in Solna beigesetzt.

## Filmografie (Auswahl)
- Halvblod (1914)
- Madame de Thèbes (1915)
- Hämnaren (1915)
- Thomas Graals bester Film (Thomas Graals bästa film) (1917)
- Das Mädchen vom Moorhof (1917)
- Das Mädchen von Solbakken (nach der Erzählung Synnøve Solbakken von Bjørnstjerne Bjørnson) (1919)
- Surrogatet (1919)
- Fiskebyn (1920)
- Erotikon (1920)
- Bomben (1920)
- Minns du? (1935)
- Gabrielle (1954)

## Galerie

Molander als Fanfan in dem Stück Die kleinen Landstreicher von Pierre Decourcelle im Östermalmsteatern in Stockholm (1908)
In Niemand weiß es von Theodor Wolff (1911)
Karin und Gustav Molander in Rococo im Intima teatern (1912)
Molander in Fannys erstes Stück von George Bernard Shaw (1912)